# Лихтенштейн на зимних Олимпийских играх 1980
Лихтенштейн принимал участие в Зимних Олимпийских играх 1980 года в Лейк-Плэсиде (США), и завоевал четыре олимпийские медали усилиями сестры и брата Венцелей. В общем медальном зачёте Лихтенштейн занял высшее в истории шестое место, опередив такие страны как Финляндия, Норвегия, ФРГ, Канада, Италия, Япония.

## Медалисты

### Золото
- Ханни Венцель — горнолыжный спорт, женский слалом
- Ханни Венцель — горнолыжный спорт, женский гигантский слалом

### Серебро
- Ханни Венцель — горнолыжный спорт, женский скоростной спуск
- Андреас Венцель — горнолыжный спорт, мужской гигантский слалом